# Doroteia Maria de Saxe-Gota-Altemburgo (1674–1713)
Doroteia Maria de Saxe-Gota-Altemburgo (Gota, 22 de janeiro de 1674 — Meiningen, 18 de abril de 1713) foi a primeira esposa do duque Ernesto Luís I de Saxe-Meiningen. Era filha do duque Frederico I, Duque de Saxe-Gota-Altemburgo e da sua primeira esposa, a duquesa Madalena Sibila de Saxe-Weissenfels.

## Casamento e descendência
Doroteia Maria casou-se no dia 19 de setembro de 1704 em Gota com o seu primo, o duque Ernesto Luís I de Saxe-Meiningen. Juntos tiveram cinco filhos:
1. José Bernardo de Saxe-Meiningen (27 de maio de 1706 – 22 de março de 1724), morreu aos dezassete anos de idade; sem descendência.
2. Frederico Augusto de Saxe-Meiningen (4 de novembro de 1707 – 25 de dezembro de 1707), morreu com um mês e meio de idade.
3. Ernesto Luís II, Duque de Saxe-Meiningen (8 de agosto de 1709 – 24 de fevereiro de 1729), morreu solteiro e sem descendência.
4. Luísa Doroteia de Saxe-Meiningen (10 de agosto de 1710 – 22 de outubro de 1767), casada com o duque Frederico III, Duque de Saxe-Gota-Altemburgo; com descendência.
5. Carlos Frederico, Duque de Saxe-Meiningen (18 de julho de 1712 – 28 de março de 1743), morreu solteiro e sem descendência.

## Genealogia
| Doroteia Maria de Saxe-Gota-Altemburgo | Pai: Frederico I, Duque de Saxe-Gota-Altemburgo | Avô paterno: Ernesto I, Duque de Saxe-Gota      | Bisavô paterno: João II, Duque de Saxe-Weimar                                |
| Doroteia Maria de Saxe-Gota-Altemburgo | Pai: Frederico I, Duque de Saxe-Gota-Altemburgo | Avô paterno: Ernesto I, Duque de Saxe-Gota      | Bisavó paterna: Doroteia Maria de Anhalt                                     |
| Doroteia Maria de Saxe-Gota-Altemburgo | Pai: Frederico I, Duque de Saxe-Gota-Altemburgo | Avó paterna: Isabel Sofia de Saxe-Altemburgo    | Bisavô paterno: João Filipe, Duque de Saxe-Altemburgo                        |
| Doroteia Maria de Saxe-Gota-Altemburgo | Pai: Frederico I, Duque de Saxe-Gota-Altemburgo | Avó paterna: Isabel Sofia de Saxe-Altemburgo    | Bisavó paterna: Isabel de Brunsvique-Volfembutel, Duquesa de Saxe-Altemburgo |
| Doroteia Maria de Saxe-Gota-Altemburgo | Mãe: Madalena Sibila de Saxe-Weissenfels        | Avô materno: Augusto, Duque de Saxe-Weissenfels | Bisavô materno: João Jorge I, Eleitor da Saxônia                             |
| Doroteia Maria de Saxe-Gota-Altemburgo | Mãe: Madalena Sibila de Saxe-Weissenfels        | Avô materno: Augusto, Duque de Saxe-Weissenfels | Bisavó materna: Madalena Sibila da Prússia                                   |
| Doroteia Maria de Saxe-Gota-Altemburgo | Mãe: Madalena Sibila de Saxe-Weissenfels        | Avó materna: Ana Maria de Mecklemburgo-Schwerin | Bisavô materno: Adolfo Frederico I, Duque de Mecklemburgo-Schwerin           |
| Doroteia Maria de Saxe-Gota-Altemburgo | Mãe: Madalena Sibila de Saxe-Weissenfels        | Avó materna: Ana Maria de Mecklemburgo-Schwerin | Bisavó materna: Ana Maria da Frísia Oriental                                 |